# Вулиця Єлизавети Шахатуні (Київ)
Ву́лиця Єлизаве́ти Шахату́ні — вулиця в Дніпровському районі міста Києва, місцевість Микільська слобідка. Пролягає від вулиці Євгена Маланюка до Каховської вулиці.
Прилучається Вулиця Митрополита Андрея Шептицького та Золота вулиця.

## Історія
Вулиця виникла у 1-й третині XX століття як частина вулиці Сагайдачного, названої на честь гетьмана Петра Сагайдачного (з 1989 року  таку ж назву має вулиця на Подолі). У 1938 році вулиця Сагайдачного отримала назву Петра Чаадаєва на честь російського філософа П. Я. Чаадаєва . Після перейменування більшої частини вулиці Чаадаєва на честь Степана Сагайдака в 1961 році цей її відокремлений відтинок зберіг попередню назву — Чаадаєва, через що в 1971—2022 роках існувало дублювання з назвою вулиці Петра Чаадаєва у Святошинському районі.
Сучасна назва на честь української інженерки та авіаконструкторки вірменського походження Єлизавети Шахатуні — з 2024 року.